# Vernier sur Rock
Vernier sur Rock est un festival et un tremplin musical qui se déroule dans la ville de Vernier, Genève, en Suisse.
C’est aussi une association qui a pour but la médiation sociale auprès d’adolescents et jeunes adultes en rupture de formation ou en transition professionnelle. Elle leur offre des opportunités d’engagement et de valorisation par des stages dans le domaine culturel.

## Histoire
Chaque année depuis 1983, des adolescents et des jeunes adultes, venus de tous les horizons, rejoignent le staff du Vernier sur Rock. Plusieurs types de petits jobs rémunérés sont proposés durant le festival, préparation du terrain, service au bar, accueil des artistes, décoration, nettoyage, etc. Les jeunes auront ainsi l'occasion de participer à la gestion d'un événement et de partager leurs valeurs tout en développent leurs envies musicales et culturelles.
Le festival Vernier sur Rock est pensé comme un outil socioculturel privilégié qui donne à des jeunes, parfois en difficulté, l’opportunité d’aborder la vie active d’une manière positive. C’est l’occasion pour eux de s’attribuer un rôle valorisant dans notre société d’adultes qui est vouée à la performance et à la réalisation professionnelle.

## Édition 2011
- Jeudi 12 mai : The Babytracks (CH) - The Koobiacs (CH) - The Postmen (CH) - The Black Widow's Project (CH) - The Crags (CH)
- Vendredi 13 mai : Dub Inc (F) - Los Tres Puntos (F) - Najavibes (CH) - Positiv (CH) - Human Drop (CH) - Todos Destinos (CH) - Lodd (CH)
- Samedi 14 mai: Yodelice (F) - Puggy (B) - Aamp (ESP) - Kolo (CH) - The Awkwards (CH) - Wind of Change (CH) - HED'L'VYZ (CH) - Laureat du Tremplin VSR(CH)

## Édition 2012
- Jeudi 10 mai : Delight Feather - Cotton Mounds - Papasrojas - Garadh
- Vendredi 11 mai : The Asteroids Galaxy Tour (DK) - Morning Parade (UK) - My Heart Belongs To Cecilia Winter (ZH) - Taro & Jiro (JP) - Take Me Home (GE) - MMMH ! (FR)
- Samedi 12 mai : Danakil (FR) - Rootwords and The Block Notes (GE) - Herbalist Crew (GE) - Pouffy Poup (GE) - Brachoï (GE)

## Édition 2013
- Jeudi 10 octobre : Cotton Mount (CH)
- Vendredi 11 octobre : Alpha Blondy (CI) - Broussaï (FR) - Mosquito (CH) - Wayne Paul (UK) - Human Drop (CH)
- Samedi 12 octobre : Editors (UK) - Balthazar (BE) - Dissonant Nation (FR) - The Deadline Experience (CH)

## Édition 2014

### L'Abri
- Samedi 4 octobre : The Cats Never Sleep - Cosmic Fields - The Bonnie Situations - Ana and The Black Mamba - 9PM

#### Salle des Fêtes du Lignon
- Vendredi 10 octobre : Kyo - Stevans - As Animals - Ana & The Black Mamba
- Samedi 11 octobre : Anthony B - Che Sudaka - Naâman - Air'Box

## Édition 2015

### L'Abri
- Samedi 3 octobre : Coleen, Eighty - Twelve - The Kreeks, Lady Bazaar

#### Salle des Fêtes di Lignon
- Vendredi 9 octobre : Youssoupha - Sianna - Carbon Airways - Eriach + Hip Hop Time Machine w/ Les Chicklettes
- Samedi 10 octobre : No One Is Innocent - Mademoiselle K - Slow Joe & The Ginger Accident - The Chikitas - Gagnant du Tremplin

## Financement
Le festival est subventionné par la commune de Vernier la FASe, et soutenu notamment par des partenaires suivants : SIG, TPG Pub, Serbeco, Genève Aéroport, Carrefour AddictionS, La Semeuse, Loterie Romande.     

## Sources
- Olivier Horner Paris, " Musicien autodictate, Cali déconcerte avec des chansons meurtries et des notes légères ", Le Temps, 13 novembre 2003 (lire en ligne : http://letemps.ch/Page/Uuid/1b34f1b0-b056-11dd-b87c-1c3fffea55dc/Musicien_autodidacte_Cali_d%C3%A9concerte_avec_des_chansons_meurtries_et_des_notes_1%C3%A9g%C3%A8res)
- Fabrice Gottraux, " Vernier sur Rock renaît. En tout petit ", La Tribune de Genève, 18 février 2009 (lire en ligne : https://www.tdg.ch/actu/culture/vernier-rock-renait-petit-2009-02-17)
- Hyren un jeune chanteur prometteur au Vernier Festival (http://blog.athos99.com/hyren-un-jeune-chanteur-prometteur-au-vernier-festival/)
- J.D, « Vernier sur Rock renaît sur un tapis de verdure », Le Matin,‎ 17 février 2009 (lire en ligne, consulté le 14 avril 2009)